# Campionati europei di tiro
I Campionati europei di tiro (ISSF European Shooting Championships) sono una competizione sportiva biennale organizzata dalla Federazione europea di tiro.

## Struttura
Il campionato europeo nella forma biennale, comprende le discipline sia del tiro a volo che del tiro a segno ad eccezione per la distanza dei 10 m, per quale viene disputato un campionato europeo a parte (European Championship 10M). Mentre per il tiro a volo, nell'anno in cui non viene disputata la versione congiunta, si disputa un campionato a parte. Negli anni sono state disputate anche edizioni riservate alla carabina da 300 metri, dieci edizioni dal 1977 fino all'ultima del 1999, e del bersaglio mobile, la cui ultima edizione si é tenuta nel 2013.

## Edizioni

### Campionati europei di tiro
| Anno | Sede                           |
| ---- | ------------------------------ |
| 1955 | Bucarest                       |
| 1957 | Belgrado                       |
| 1959 | Brescia / Milano               |
| 1961 | Budapest                       |
| 1963 | Oslo / Stoccolma               |
| 1965 | Bucarest / Il Cairo            |
| 1967 | Non disputati                  |
| 1969 | Plzeň                          |
| 1971 | Suhl                           |
| 1974 | Vingsted                       |
| 1975 | Madrid / Sofia                 |
| 1976 | Skopje                         |
| 1977 | Bucarest                       |
| 1979 | Leopoli / Francoforte sul Meno |
| 1980 | Madrid                         |
| 1981 | Podgorica                      |
| 1983 | Bucarest                       |
| 1985 | Osijek                         |
| 1987 | Lahti                          |

| Anno | Sede               |
| ---- | ------------------ |
| 1989 | Zagabria           |
| 1991 | Bologna            |
| 1993 | Brno               |
| 1995 | Zurigo             |
| 1997 | Kouvola            |
| 1999 | Bordeaux           |
| 2001 | Zagabria           |
| 2003 | Plzeň              |
| 2005 | Belgrado           |
| 2007 | Granada            |
| 2009 | Osijek             |
| 2011 | Belgrado           |
| 2013 | Osijek             |
| 2015 | Maribor            |
| 2017 | Baku               |
| 2019 | Bologna / Tolmezzo |
| 2021 | Osijek             |
| 2022 | Larnaca / Varsavia |
| 2024 | Osijek             |
| 2025 | Châteauroux        |

### Campionati europei di tiro da 10 metri
| Anno | Sede             |
| ---- | ---------------- |
| 1971 | Meziboří         |
| 1972 | Belgrado         |
| 1973 | Linz             |
| 1974 | Enschede         |
| 1975 | Londra           |
| 1976 | Parigi           |
| 1977 | Andorra la Vella |
| 1978 | Copenaghen       |
| 1979 | Graz             |
| 1980 | Oslo             |
| 1981 | Atene            |
| 1982 | L'Aia            |
| 1983 | Dortmund         |
| 1984 | Budapest         |
| 1985 | Varna            |
| 1986 | Espoo            |
| 1987 | Bratislava       |
| 1988 | Stavanger        |

| Anno | Sede              |
| ---- | ----------------- |
| 1989 | Copenaghen        |
| 1990 | Arnhem            |
| 1991 | Manchester        |
| 1992 | Budapest          |
| 1994 | Strasburgo        |
| 1995 | Vantaa            |
| 1996 | Budapest          |
| 1997 | Varsavia          |
| 1998 | Tallinn           |
| 1999 | Arnhem            |
| 2000 | Monaco di Baviera |
| 2001 | Pontevedra        |
| 2002 | Salonicco         |
| 2003 | Göteborg          |
| 2004 | Győr              |
| 2005 | Tallinn           |
| 2006 | Mosca             |
| 2007 | Deauville         |

| Anno | Sede       |
| ---- | ---------- |
| 2008 | Winterthur |
| 2009 | Praga      |
| 2010 | Meråker    |
| 2011 | Brescia    |
| 2012 | Vierumäki  |
| 2013 | Odense     |
| 2014 | Mosca      |
| 2015 | Arnhem     |
| 2016 | Győr       |
| 2017 | Maribor    |
| 2018 | Győr       |
| 2019 | Osijek     |
| 2020 | Breslavia  |
| 2021 | Osijek     |
| 2022 | Hamar      |
| 2023 | Tallinn    |
| 2024 | Győr       |
| 2025 | Osijek     |

### Campionati europei di tiro con il carabina da 300 metri
| Anno | Sede                  |
| ---- | --------------------- |
| 1959 | Winterthur            |
| 1977 | Winterthur            |
| 1981 | Oulu                  |
| 1983 | Oslo                  |
| 1985 | Zurigo                |
| 1989 | Lahti                 |
| 1991 | Winterthur            |
| 1993 | Thun                  |
| 1995 | Boden                 |
| 1997 | Copenaghen            |
| 1999 | Saint-Jean-de-Marsacq |

### Campionati europei di tiro al bersaglio mobile
| Anno | Sede              |
| ---- | ----------------- |
| 1963 | Sandviken         |
| 1969 | Sandviken         |
| 1973 | Monaco di Baviera |
| 1975 | Monaco di Baviera |
| 1978 | Suhl              |
| 1981 | Miskolc           |
| 1992 | Keszthely         |
| 1995 | Lahti             |
| 1996 | Brno              |
| 1997 | Sipoo             |
| 1998 | Keszthely         |
| 2013 | Suhl              |
| 2014 | Sarlóspuszta      |
| 2018 | Leobersdorf       |